# Комерц-колегія
Комерц-колегія (рос. Коммерц-коллегия, від нім. Kommerz-Collegium) — у 1717—1810 роках колегія (міністерство) Російської імперії, що займалася питаннями торгівлі (комерції). Створена Петром I у 1717 році для сприяння внутрішній та зовнішній торгівлі, здійснення контролю за експортно-імпортними операціями.

## Історія
За проєктом Йоганна де Любераса, Комерц-колегія повинна була стати на чолі цілої мережі російських комерційних агентів в головних центрах світової торгівлі: ці агенти зобов'язані були повідомляти Комерц-колегії всі відомості, потрібні для російського купецтва. З іншого боку, Комерц-колегія повинна була увійти в тісний зв'язок з мануфактур-колегією і разом з нею регулювати напрямок російської промисловості, що становить «життя торгівлі». У цьому сенсі Люберас склав проєкт інструкції Комерц-колегії, значно змінений порівняно з шведською інструкцією Комерц-колегії 1651 р. На підставі шведської інструкції та проєкту Любераса і була складена (імовірно, Фіком) російська інструкція Комерц-колегії, затверджена 3 (14) березня 1719 р. При загальному перегляді колезьких інструкцій вона замінена була новою (31 січня (11 лютого) 1724), але загальний характер її залишився колишнім.
З появою посади міністра комерції, Комерц-колегія була підпорядкована йому і розділена на 4 експедиції: зовнішньої торгівлі, внутрішньої, комунікації та митної.
Зі змінами міністерств в 1810 році посаду міністра комерції було скасовано, а Комерц-колегія підпорядкована міністру фінансів. Справи по зовнішній торгівлі і митні передані у відомство міністерства фінансів, а справи з внутрішньої торгівлі та комунікації — у відомство міністерства внутрішніх справ.

## Президенти
- 1773—1794: Воронцов Олександр Романович[1]

### Монографії
- Вицын А. Краткий очерк управления в России.  Казань, 1855.
- Козлова Н. В. Российский абсолютизм и купечество в 18-м веке: 20-е-начало 60-х гг. Москва, 1999. - 384 с.
- Семенов А. Изучение исторических сведений о российской внешней торговле и промышленности. Санкт-Петербург, 1859.
- Милюков П. Н. Государственное хозяйство России. Санкт-Петербург, 1892.
- Милюков П. Н. Коммерц-коллегия // Энциклопедический словарь Брокгауза и Ефрона : в 86 т. (82 т. и 4 доп.). Санкт-Петербург, 1890—1907.

### Довідники
- Коммерц-колегія /// Митна енциклопедія. Хмельницький, 2013. Т. 1.